# The Turn of a Friendly Card (single)
The Turn of a Friendly Card is een single van Alan Parsons Project. De single verscheen in november 1980 en werd een radiohit in vrijwel geheel Europa. Het nummer staat op het gelijknamige album The Turn of a Friendly Card genoemd als The Turn Of A Friendly Card (Part Two) als een onderdeel van de gelijknamige suite.
De B-kant van de single was Snake Eyes, dat ook deel uitmaakt van dezelfde suite. De hoes is (bijna) gelijk aan die van het album en is ook gemaakt door Lol Creme en Kevin Godley.
In Nederland werd de single veel gedraaid op Hilversum 3. Opvallend genoeg bleef de single steken op een elfde positie in de Tipparade en haalde hij de Nederlandse Top 40 en de TROS Top 50 niet. Wel werd de 17e positie in de Nationale Hitparade bereikt. In België werden de beide Vlaamse hitlijsten niet bereikt. Verder staat de single sinds 2003 onafgebroken genoteerd in de NPO Radio 2 Top 2000, met een 132e plaats in 2003 als hoogste notering. 
Het nummer bevat een strofe zang door Chris Rainbow en dan een outro. Rainbow moet daarbij regelmatig van stemregister wisselen. Bij het outro van de single en de elpeetrack wordt de melodie orkestraal in de herhaling gezet, waarbij één of meerdere koperblazers een “kets” hebben (net niet de juiste noot). De volgorde van optreden is zang, elektrische gitaar, hoorns en trombones, celli en contrabassen en dwarsfluiten. Tijdens dat laatste vindt een fade-out plaats.

## Musici
- zanger: Chris Rainbow
- gitaren - Ian Bairnson
- basgitaar – David Paton
- toetsinstrumenten - Eric Woolfson en Alan Parsons
- slagwerk – Stuart Elliot
- Orkest – Münich Chamber Opera Orchestra onder arrangement en leiding van Andrew Powell.

## Hitnoteringen

### NPO Radio 2 Top 2000
| Nummer met noteringen in de NPO Radio 2 Top 2000 | '03 | '04 | '05 | '06 | '07 | '08 | '09 | '10 | '11 | '12 | '13 | '14 | '15 | '16 | '17 | '18 | '19 | '20 | '21 | '22 | '23 | '24 |
| ------------------------------------------------ | --- | --- | --- | --- | --- | --- | --- | --- | --- | --- | --- | --- | --- | --- | --- | --- | --- | --- | --- | --- | --- | --- |
| The Turn of a Friendly Card                      | 132 | 181 | 188 | 245 | 202 | 210 | 281 | 272 | 375 | 386 | 405 | 411 | 510 | 609 | 618 | 692 | 697 | 761 | 935 | 746 | 973 | 804 |

1. ↑  Een vetgedrukt getal geeft de hoogste notering aan.
2. ↑  2003 was het eerste jaar met een notering voor dit nummer.